# Robert Habeck
Robert Habeck (Lubeck, 2 de setembro de 1969) é um escritor e político alemão que serviu como Vice-Chanceler da Alemanha e Ministro das Finanças e Proteção Climática de dezembro de 2021 a maio de 2025. Ele foi um dos líderes do partido Aliança 90/Os Verdes, junto com Annalena Baerbock, entre janeiro de 2018 e janeiro de 2022.

## Biografia

### Formação
Habeck começou a estudar filosofia, germanismo e filologia na Universidade de Freiburg im Breisgau em 1991, completando seus estudos na Universidade de Hamburgo cinco anos depois. Tornou-se escritor e, em 2000, obteve seu doutorado em filosofia.

### Carreira política
Depois de ser levado à presidência da Aliança 90/Os Verdes em Eslésvico-Holsácia, em 2004, ele é foi eleito membro do parlamento local em 2009.
Tornou-se vice-primeiro ministro e ministro da Energia, Agricultura e Assuntos Rurais de Eslésvico-Holsácia em 2012.
Em 2018, foi eleito chefe da Aliança 90/Os Verdes, em conjunto com Annalena Baerbock, ambos personificando a ala "realista" do partido.